# Helihaven van Brussel

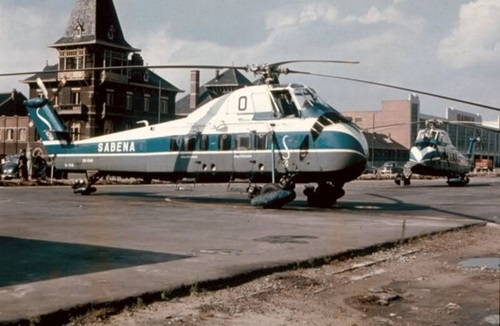
Helikopter van Sabena op de Helihaven van Brussel

De Helihaven van Brussel (Frans: Héliport de Bruxelles) was een vliegveld dat lag ter hoogte van het huidige Maximilaanpark, in de Brusselse Noordwijk. De helikopterhaven  werd geëxploiteerd door de Belgische luchtvaartmaatschappij Sabena. De eerste toestellen vertrokken rond 1950, in dienst van de Post. Commerciële passagiersvluchten begonnen in 1953. In 1966  hielden alle activiteiten op. 

## Geschiedenis
De helihaven lag op de plaats van het voormalige station Brussel-Groendreef, van waaruit in 1835  de eerste Belgische treinrit  plaatsvond. Zijn rijke geschiedenis ten spijt deed het stationnetje rond de jaren '50 van de 20ste eeuw enkel nog dienst als goederenstation. Op 16 januari 1954 sloot het voorgoed zijn deuren. 

### Ontstaan

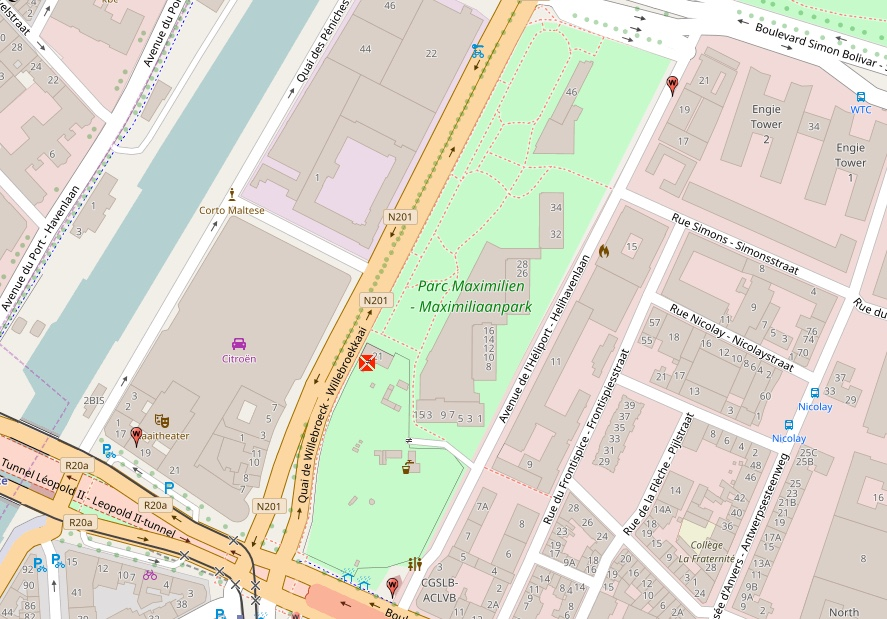
Plan van het Maximiliaanpark, waar de Helihaven gelegen was.

Terzelfder tijd had de post een heel nieuwe wijze van transport ontdekt: de helikopter. Via deze toestellen konden brieven, pakketten en postkaarten bezorgd worden aan een recordsnelheid.  Sabena zou de helikopters leveren. Vanaf 15 augustus 1950 vlogen twee Sabena-toestellen in dienst van de post. Als uitvalsbasis werd het terrein van Brussel-Groendreef gekozen, dat werd ingekort om plaats te maken voor de landingsbaan. De helikopters vlogen tweemaal daags tussen verschillende steden. Het terrein van de helihaven bedroeg 100 bij 200 meter. Het station bleef nog even in dienst.

### Passagiersdienst
Vanaf 1953 begon men bij Sabena ook te dromen van commerciële helivluchten. Helikopters waren dan wel trager dan gewone vliegtuigen, ze waren ideaal om (relatief) korte afstanden te vliegen. De bedoeling was om steden, zowel binnen als net buiten België, met elkaar te verbinden. Dit zou Sabena later tot een van de pioniers van de commerciële helikoptervaart maken.
De passagiershaven van Brussel opende op 1 augustus 1953 door toenmalig Brussels burgemeester Joseph Vandemeulebroek.  Net als George Stephenson (ontwerper van de eerste succesvolle trein) in 1835 op dezelfde plaats getuige was van de eerste treinrit op het Europese vasteland was luchtvaartpionier Igor Sikorsky aanwezig bij de opening van de helihaven. Deze was ontwerper van de eerste helikopters en producent van de toestellen waarmee Sabena vloog. Twee dagen later, op drie augustus, vond de allereerste commerciële internationale helikoptervlucht plaats. 
Het aantal passagiers en verbindingen groeide met de jaren. Na de sluiting van het station Brussel-Groendreef kon het terrein verder uitgebreid worden tot 150 bij 600 meter. De diensten gingen tot Amsterdam, Rotterdam, Lille, Maastricht en occasioneel ook een stuk verder. 

### Expo 58
De helihaven werd ter gelegenheid van de  wereldexpositie van 1958 grondig gemoderniseerd. De oorspronkelijke passagiersgebouwen, niet meer dan enkele bungalows, werden vervangen door een grote vertrekhal van 19 bij 30 meter. Hierin was ook een kleine bistro voorzien voor de passagiers. Op de Heizel werd ook een landingsplaats voorzien, vanwaar er vluchten op en af naar de helihaven gebeurden. Sabena vervoerde bijna 13.000 passagiers. 

### Einde
Tegen 1960 begon Sabena gas terug te nemen in haar helikopteravontuur. Het was een erg kapitaalverslindende activiteit en de veiligheid werd regelmatig in vraag gesteld: in 1961 stortte een Sabena-helikopter neer boven Evere. Ook het passagiersaantal liep terug. De luchtvaartmaatschappij begon haar toestellen te verkopen en te verhuren aan het buitenland. Uiteindelijk stopten alle activiteiten op 1 november 1966. De terreinen van de helihaven vielen hierna in handen van projectontwikkelaars. Heden bevindt zich het Maximiliaanpark op de locatie van de oude helihaven. Enkel de straatnaam van de Helihavenlaan herinnert nog aan dit stukje luchtvaartgeschiedenis.